# Aben-Ragel
Ne doit pas être confondu avec Alhazen.
Biographie
Ibn Abi-el-Ridjal (en arabe : بن أبي الرجال, Ibn Abi el-Rijal), plus connu sous le nom latinisé d’Aben-Ragel, est un astrologue, philosophe et poète musulman andalou de langue arabe, né vers 965 à Cordoue et mort vers 1047 à Kairouan. Jacques Collin de Plancy rapporte qu'« on dit que ses prédictions, quand il en faisait, se distinguaient par une certitude très-estimable », et sa réputation lui valut le titre honorifique de « Prince des Astrologues » (en latin : Summus Astrologus).

## Biographie
Aben-Ragel naît vers 965 à Cordoue, en al-Andalus. Fils d'Abou-el-Ridjal ibn el-Haytham, il descend des Chaybanides, une tribu de Haute Mésopotamie. 
Selon le Taʾrikh al-hukamaʾ d'Ibn al Qifti, Abou-el-Hassan el-Maghribi (une autre dénomination en arabe d’Aben-Ragel) observe le solstice d’été et l’équinoxe d’automne en 988, durant ses études à Bagdad.  À partir de 1016, Aben-Ragel est l'astrologue et le précepteur de l'émir ziride Al-Muizz ben Badis. Aben-Ragel exerce un important mécénat, le poète Ibn Rachik lui dédicace sa ʿUmda fi maḥasin.  
S’il a pu être dit qu’Aben-Ragel meurt en 1034-1035, cela est contredit dans son De judiciis par la mention du décès d'Ahmed II el-Akhal (it), émir de Sicile, qui eut lieu en 1037. Aben-Ragel meurt vers 1047.

## Activité littéraire
L’œuvre la plus connue d'Aben-Ragel en Europe est le Kitāb al-bāri' fi ahkām an-nujūm, écrit d'horoscopes en huit livres, dont il existe une vingtaine de manuscrits complets en arabe. D'une grande érudition, il se réfère à beaucoup d'auteurs pré-islamiques dont Zoroastre ou Antiochus d'Athènes (en).
En 1254, le roi de Castille Alphonse X charge une équipe d'érudits juifs, chrétiens et musulmans, sous la direction d'Alvaro de Oviedo et de Judas ben Moshé, de le traduire en castillan (El libro conplido en los iudizios de las estrellas) ; il ne reste que les cinq premiers livres de la traduction. Le Kitab al-bāri en castillan est traduit trois fois en hébreu, une fois en vieux portugais, et deux fois en latin. La première version latine (De judiciis seu fatis stellarum) est imprimée à Venise en 1485 ; cette version va permettre au livre de connaître un essor important en Europe de la Renaissance, servant de base aux traductions en moyen français (La grande prognostication générale) et en moyen anglais (Complete Book on the Judgment of the Stars).

## Œuvres
- Kitāb al-bāri' fi ahkām an-nujūm.
- Urdjuza fi ’l-ahkam.